# Nati nel 1557
| Questa pagina contiene informazioni ricavate automaticamente dalle voci biografiche con l'ausilio del template Bio e di un bot. L'aggiornamento è periodico e automatico e ricostruisce completamente la pagina. Se manca una persona in questa lista, sei pregato di non aggiungerla, ma accertati piuttosto che la sua voce biografica contenga il template Bio e che i dati anagrafici siano correttamente compilati. Se il template Bio manca, inseriscilo tu stesso o, in alternativa, metti l'avviso {{tmp\|Bio}} che ne segnala la mancanza. Se i dati riportati sono sbagliati, correggi direttamente la voce biografica; le modifiche saranno visibili in questa lista entro pochi giorni. Per chiarimenti vedi il progetto biografie. La lista contiene solo le 57 persone che sono citate nell'enciclopedia e per le quali è stato implementato correttamente il template Bio. Pagina aggiornata al 10 giu 2025. |

## Gennaio(2)
- 1º gennaio - István Bocskai, nobile e condottiero ungherese († 1606)
- 27 gennaio - ʿAbbās I il Grande, sovrano e militare persiano († 1629)

## Febbraio(4)
- 7 febbraio - Pietro Antonio Crespi Castoldi, presbitero e storico italiano († 1615)
- 15 febbraio - Vittoria Accoramboni, nobildonna italiana († 1585)
- 15 febbraio - Alfonso Fontanelli, compositore, scrittore e diplomatico italiano († 1622)
- 24 febbraio - Mattia d'Asburgo, re († 1619)

## Marzo(3)
- 21 marzo - Anne Dacre, nobildonna e poetessa inglese († 1630)
- 22 marzo - Casimiro VI di Pomerania, nobile tedesco († 1605)
- 25 marzo - Maddalena Salvetti Acciaiuoli, nobile e poetessa italiana († 1610)

## Aprile(3)
- 7 aprile - Tristano Martinelli, attore teatrale italiano († 1630)
- 11 aprile - Federico del Palatinato-Zweibrücken-Vohenstrauss-Parkstein, nobile tedesco († 1597)
- 28 aprile - François de Châtillon, militare francese († 1591)

## Maggio(2)
- 31 maggio - Fëdor I di Russia, russo († 1598)
- 31 maggio - Irina Fëdorovna Godunova, russa († 1603)

## Giugno(2)
- 10 giugno - Leandro Bassano, pittore italiano († 1622)
- 28 giugno - Philip Howard, XX conte di Arundel, nobile inglese († 1595)

## Agosto(5)
- 9 agosto - Giuseppe Calasanzio, presbitero e santo spagnolo († 1648)
- 16 agosto - Agostino Carracci, pittore e incisore italiano († 1602)
- 19 agosto - Federico I di Württemberg, duca († 1608)
- 26 agosto - Sibilla di Jülich-Kleve-Berg, nobile († 1627)
- 28 agosto - Alessandro Marzi Medici, arcivescovo cattolico italiano († 1630)

## Settembre(1)
- 4 settembre - Sofia di Meclemburgo-Güstrow, regina († 1631)

## Ottobre(1)
- 5 ottobre - Antoine Favre, giurista francese († 1624)

## Novembre(1)
- 16 novembre - Anselmo Marzato, cardinale, arcivescovo cattolico e teologo italiano († 1607)

## Senza giorno specificato(33)
- Floriano Ambrosini, architetto italiano († 1621)
- Marzio Andreuzzi, vescovo cattolico italiano († 1622)
- Daniele Casella, scultore e architetto svizzero († 1646)
- Bernardo Castello, pittore italiano († 1629)
- Marco Corner, vescovo cattolico italiano († 1625)
- Giovanni Croce, compositore italiano († 1609)
- Antoine Fabre, grammatico e presbitero francese († 1624)
- Giovanni Gabrieli, compositore e organista italiano († 1612)
- Gamō Ujisato, militare giapponese († 1595)
- Giulio Cesare Gonzaga, nobile italiano
- Anthony Grey, IX conte di Kent, nobile e politico inglese († 1643)
- Angelo Grillo, scrittore e poeta italiano († 1629)
- Balthasar Gérard, assassino francese († 1584)
- Hatakeyama Yoshitaka, militare giapponese († 1576)
- Katakura Kagetsuna, militare giapponese († 1615)
- Lamoral de Tassis, conte († 1624)
- Emanuele Filiberto Manfredi Luserna d'Angrogna, militare italiano († 1616)
- Carolus Luython, compositore e organista fiammingo († 1620)
- Drusiano Martinelli, attore teatrale e commediografo italiano († 1630)
- Olaus Martini, arcivescovo luterano svedese († 1609)
- Alderano Mascardi, giurista italiano († 1608)
- Bonaventura Morone, teologo e letterato italiano († 1621)
- Oda Nobutada, militare giapponese († 1582)
- Ascensidonio Spacca, pittore italiano († 1646)
- Tomaso Spinola, doge († 1631)
- Gio Battista Spoletini, giurista italiano († 1634)
- Jean de Sponde, poeta francese († 1595)
- Toda Katsushige, militare giapponese († 1600)
- Gabriele Zinani, letterato, poeta e drammaturgo italiano († 1635)
- Jean de Poutrincourt, esploratore francese († 1615)
- Henri de Saint-Rémy, francese († 1621)
- Çerkes Mehmed Ali Pascià, politico ottomano († 1625)
- Öküz Kara Mehmed Pascià, politico e militare ottomano († 1619)